# Rafael Mota
Rafael Mota Murillo (Fuente Obejuna, provincia de Córdoba, 19 de diciembre de 1933-Roma, 6 de diciembre de 1999) fue un sacerdote franciscano y escritor español.

## Biografía
Siendo aún niño ingresó en el Colegio Seráfico de la Provincia franciscana de Granada. Terminado el noviciado en Lebrija, hizo la profesión en 1950. Cursó la filosofía y la teología en Chipiona (Cádiz), y recibió la ordenación sacerdotal en 1956. En los años siguientes simultaneó la docencia en distintos colegios con los estudios de música; en 1960 terminó en Sevilla la carrera de piano, y en 1972 la de composición musical, que completó en el Real Conservatorio de Madrid. De 1976 a 1992 residió en la madrileña casa "Cardenal Cisneros", trabajando en la revista Archivo Ibero-Americano. Fruto de su estudio e investigación publicó varios trabajos sobre musicología e historia franciscana de América. En 1991 se incorporó a la comunidad de Grottaferrata (Roma) como colaborador de la revista Archivum Franciscanum Historicum y continuador de la colección Bullarium Franciscanum. En plena actividad lo sorprendió allí la muerte el 6 de diciembre de 1999.